# Macarthuria apetala
Macarthuria apetala är en tvåhjärtbladig växtart som beskrevs av William Henry Harvey. Macarthuria apetala ingår i släktet Macarthuria och familjen Limeaceae. Inga underarter finns listade i Catalogue of Life.